# ژانگ سایسای
 ژانگ سایسای (انگلیسی: Zheng Saisai؛ زادهٔ ۵ فوریهٔ ۱۹۹۴) یک تنیس‌باز اهل جمهوری خلق چین است.